# Platja de Gradas
La platja de Gradas està situada en el concejo asturià de Cudillero i pertany a la localitat de Oviñana. Forma part de la Costa Occidental d'Astúries i està catalogada com a Paisatge protegit, ZEPA i LIC.

## Descripció
Es tracta d'una platja aïllada en forma de petxina, envoltada de penya-segats extremadament verticals. Per localitzar la platja cal localitzar primer els dos pobles més propers: Oviñana i Riego de Abajo. Cal creuar la localitat de Oviñana fins que s'arribi al far Vidio. Des d'aquest emplaçament es pot albirar el vessant oriental de la platja. Si es vol arribar fins al jaç, cosa gens aconsellable, cal caminar uns 400 m cap a l'est a través de prats plens de tojos i altres arbustos agressius i començar a baixar per un tàlveg bastant perillós però que no acaba a la platja; queden encara uns 50-60 m extremadament difícils pel que es desaconsella la baixada.
La platja no té cap servei i de vegades es veuen alguns pescadors a canya. Resulta certament curiós observar que la morfologia del terreny a un costat o un altre del far, passant de pedregars i difícils accessos amb gran quantitat de penya-segats a platges de sorra, i fàcils accessos.